# アンゴラの首相一覧
アンゴラの首相（―のしゅしょう）はアフリカ南西部アンゴラ共和国にかつて政府の長として設置されていた官職。大統領によって任命された。
アンゴラが1975年11月11日にポルトガルから独立したと同時に首相職が設置されたが、1978年にアゴスティニョ・ネト大統領が自らの権力を強化するため廃止した。その後、内戦終結後の1991年にジョゼ・エドゥアルド・ドス・サントス大統領によって再び設置された。1999年から2002年まで空席。
2010年に新憲法が施行されたことで首相職の機能は大統領職に統合され再び廃止された。大統領は首相と同様、議会における多数派の信任が必要になることとなった。この種の間接議会共和制として同様の例としてはボツワナ、南アフリカ共和国などが存在する。

## 歴代首相一覧
| 代                                        | 肖像 | 氏名                                                           | 就任日         | 退任日        | 政党                 |
| ----------------------------------------- | ---- | -------------------------------------------------------------- | -------------- | ------------- | -------------------- |
| 1                                         |      | ロポ・ド・ナシメント                                           | 1975年11月11日 | 1978年12月9日 | アンゴラ解放人民運動 |
| 役職廃止（1978年12月9日 - 1991年7月19日） |      |                                                                |                |               |                      |
| 2                                         |      | フェルナンド・ジョゼ・デ・フランサ・ディアス・ヴァン＝デュネム | 1991年7月19日  | 1992年12月2日 | アンゴラ解放人民運動 |
| 3                                         |      | マルコリーノ・モコ                                             | 1992年12月2日  | 1996年6月3日  | アンゴラ解放人民運動 |
| 4                                         |      | フェルナンド・ジョゼ・デ・フランサ・ディアス・ヴァン＝デュネム | 1996年6月3日   | 1999年1月29日 | アンゴラ解放人民運動 |
| 空席（1999年1月29日 - 2002年12月6日）     |      |                                                                |                |               |                      |
| 5                                         |      | フェルナンド・ダ・ピエダデ・ディアス・ドス・サントス           | 2002年12月6日  | 2008年9月30日 | アンゴラ解放人民運動 |
| 6                                         |      | パウロ・カソーマ                                               | 2008年9月30日  | 2010年2月5日  | アンゴラ解放人民運動 |
| 役職廃止（2010年2月5日 - 現在）           |      |                                                                |                |               |                      |